# Furcula nigricollis
Furcula nigricollis är en fjärilsart som beskrevs av Barend J. Lempke 1959. Furcula nigricollis ingår i släktet Furcula och familjen tandspinnare. Inga underarter finns listade i Catalogue of Life.